# خوان پابلو گومز
خوان پابلو گومز (انگلیسی: Juan Pablo Gómez؛ زادهٔ ۱۱ مهٔ ۱۹۹۱) بازیکن فوتبال اهل آرژانتین است.
وی همچنین در تیم ملی فوتبال زیر ۲۰ سال آرژانتین بازی کرده‌است.